# Yakovlev Yak-3
Lo Yakovlev Yak-3 (in russo Яковлев Як-3?) era un caccia multiruolo ad ala bassa progettato dall'OKB 115 diretto da Aleksandr Sergeevič Jakovlev e sviluppato in Unione Sovietica negli anni quaranta; fu impiegato principalmente dalla Voenno-vozdušnye sily SSSR (V-VS), l'aeronautica militare dell'Unione Sovietica, nelle fasi finali della seconda guerra mondiale.
Derivato dal precedente Yak-1, risultava robusto e dalla facile manutenzione, gradito sia agli specialisti che ai piloti che lo apprezzavano per le sue ottime prestazioni nei combattimenti aerei.

## Storia del progetto
Lo sviluppo del caccia Yak-3 prese avvio da una versione sperimentale dello Yak-1, denominata Yak-1M; questo prototipo presentava struttura alare simile a quella dello Yak-9 (con longheroni in duralluminio e centine in parte in legno ed in parte metalliche) con dimensioni ridotte (sia in termini di apertura che di superficie) e rivestimento in compensato, differenziandosi dallo Yak-1 anche per la sua suddivisione in due pezzi distinti (singolarmente collegati al corpo della fusoliera) anziché in un pezzo unico, in modo da facilitare le riparazioni presso le officine nei reparti operativi. Altre differenze erano riscontrabili nella conformazione del carrello d'atterraggio, nella disposizione dei serbatoi di carburante e nell'affinamento della disposizione dei radiatori del liquido del circuito di raffreddamento e di quelli dell'olio motore.

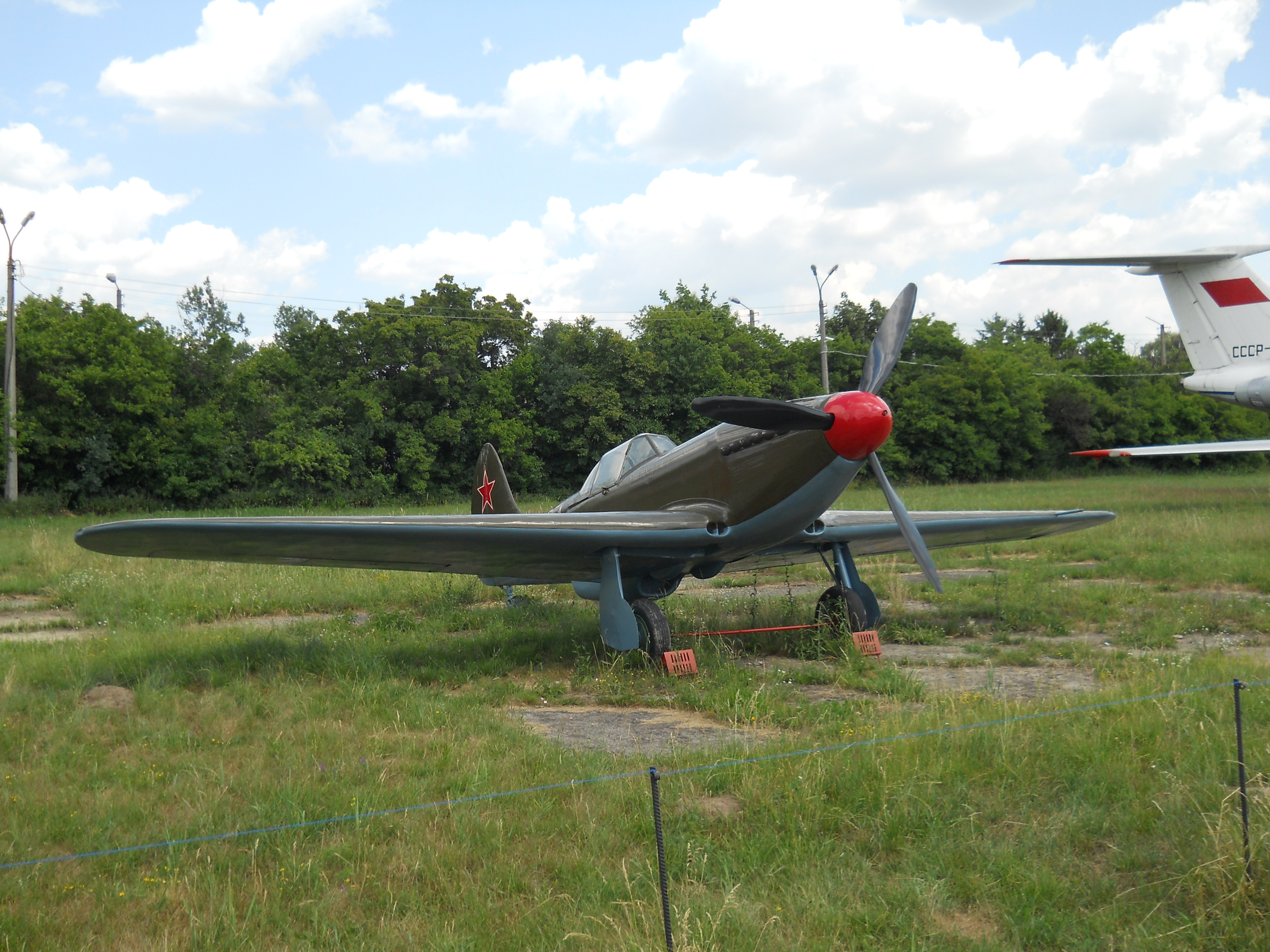
Uno Yakovlev Yak-3 esposto al Museo Statale dell'Aviazione a Kiev, presso l'aeroporto Žuljany.

Il prototipo fu completato intorno alla metà di febbraio del 1943 e svolse le prove di volo presso l'OKB 115 tra il 28 di quello stesso mese ed il 7 di giugno; fu poi trasferito presso il NII-VVS per le prove di accettazione da parte delle autorità che, pur mettendo in luce prestazioni e manovrabilità di rilievo, evidenziarono anche problemi agli impianti di raffreddamento e di accensione del motore.
Nel frattempo presso l'OKB 115, sotto la supervisione dell'ingegner M. Grigor’ev, era stata avviata la realizzazione di un secondo prototipo dello Yak-1M: completato il 9 settembre 1943, fu sottoposto ad un breve ciclo di prove a cura dell'OKB, prima di procedere per nuovi test di volo al NII-VVS. L'aereo era ulteriormente rifinito: il rivestimento in compensato era stato esteso anche alla parte posteriore della fusoliera (precedentemente in tela), i serbatoi di carburante dotati di paratie sigillate, migliorata la qualità dell'apparato radio e quella dei radiatori per il raffreddamento del motore mentre i radiatori per il lubrificante furono collocati al di sotto dell'abitacolo con la contemporanea modifica della presa d'aria che, eliminata dalla zona frontale sotto il motore, fu sdoppiata e ricavata nel bordo d'attacco alla radice delle semiali.
L'esito delle prove fu estremamente positivo tanto che l'aereo fu considerato il miglior caccia sovietico e ne fu autorizzata l'immediata produzione in serie con la denominazione ufficiale di Yak-3. L'allestimento della catena di montaggio iniziò già dall'estate del 1943 presso il GAZ n° 292 di Saratov che, tuttavia, doveva essere rimesso in condizioni operative dopo aver subito bombardamenti da parte della Luftwaffe. La produzione dello Yak-3 risultò in ogni caso molto più laboriosa rispetto a quella dello Yak-1: nelle fasi iniziali il tempo impiegato per costruire un singolo esemplare di Yak-3 permetteva di realizzare 2,5 esemplari dello Yak-1. Il primo dei nuovi caccia lasciò lo stabilimento il 1º marzo 1944 e fu portato in volo per la prima volta la settimana successiva; rispetto allo Yak-1M aveva ancora il rivestimento in tela nella parte posteriore della fusoliera (solamente dal mese di ottobre si sarebbe passati definitivamente al rivestimento in compensato).
Con il passare dei mesi nell'impianto di Saratov il ritmo produttivo dello Yak-3 arrivò ad eguagliare le 250 unità mensili dello Yak-1 mentre fu attivata una seconda linea di produzione presso il GAZ n° 31 di Tbilisi che progressivamente abbandonò la produzione dei caccia LaGG-3. La produzione complessiva ammontò a circa 5 500 esemplari di cui 4 848 nella versione iniziale, 596 nella versione Yak-3P, 48 Yak-3/VK-107A oltre ad alcuni prototipi utilizzati per sperimentare nuove soluzioni oppure versioni non sfociate in produzione di serie.

### Sviluppi correlati

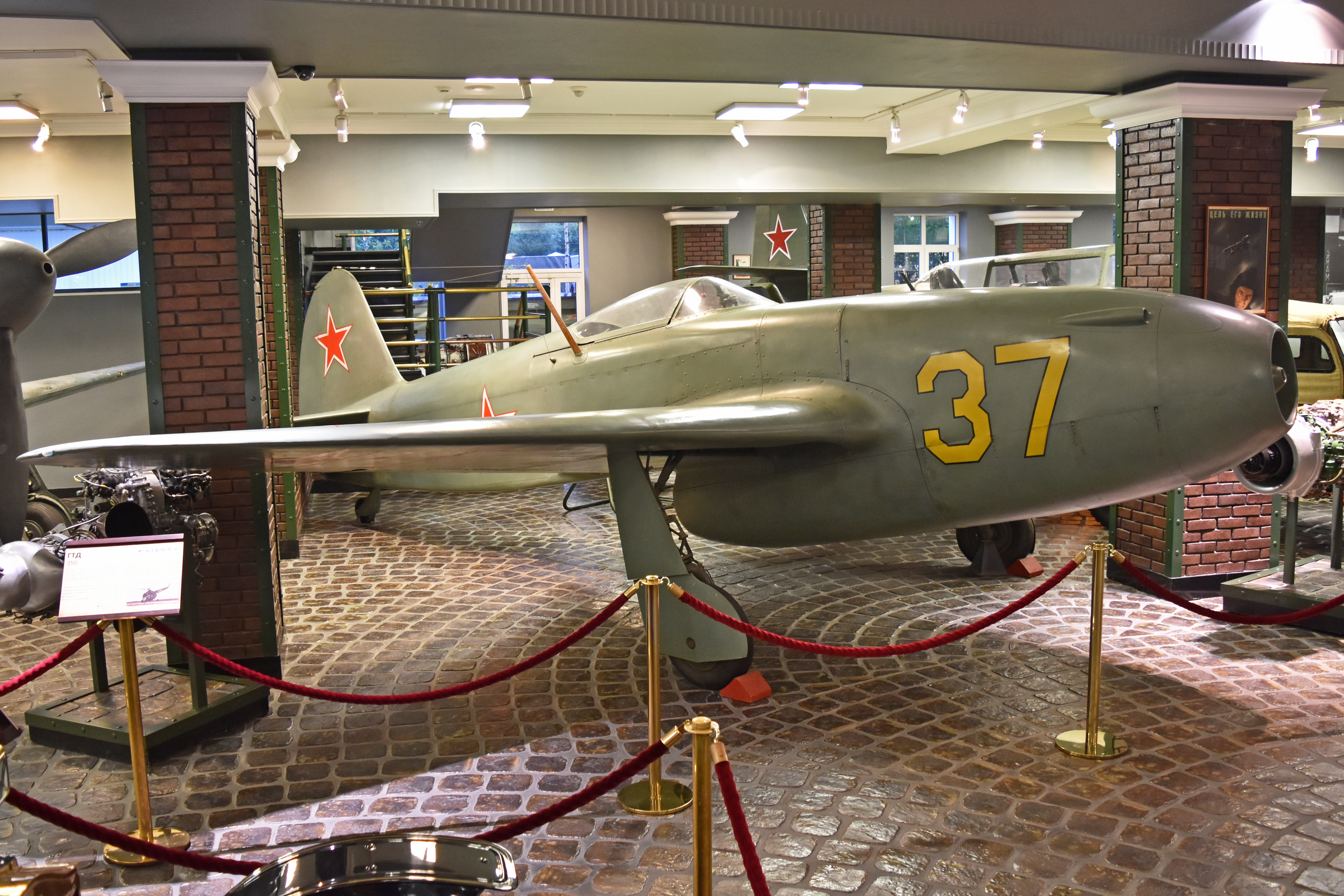
Uno Yak-15 esposto al museo dell'aviazione Vadim Zadorozhny a Mosca.

Fin dal 1944 Jakovlev propose alla V-VS la realizzazione di un velivolo da addestramento il cui progetto discendesse dai caccia allora in servizio. Il punto focale sul quale si incentrarono le attenzioni delle autorità e del progettista fu il motore da utilizzare; il progetto quindi fu indirizzato verso l'impiego della cellula dello Yak-3 e del motore radiale a sette cilindri Shvetsov ASh-21. Il prototipo, portato in volo sul finire del 1945, diede origine allo Yak-11, che in alcuni documenti fu denominato anche Yak-3UTI.
Prese avvio dal progetto dello Yak-3, precisamente nella versione Yak-3/VK-107A, anche il primo approccio dell'OKB 115 con un velivolo propulso da un motore a reazione quando, nel febbraio del 1945, le autorità sovietiche convocarono i responsabili degli studi di progettazione per dare inizio a programmi di lavoro su aerei che prevedessero l'uso di questa recente innovazione tecnologica mediante il ricorso ai motori tedeschi Junkers Jumo 004 e BMW 003 acquisiti come prede di guerra e riprodotti dalle industrie sovietiche. Nato con la denominazione iniziale di Yak-3/Jumo, che evidenzia con chiarezza la discendenza del progetto, l'aereo fu ben presto ridenominato Yak-15 e staccò per la prima volta le ruote da terra il 24 aprile del 1946.

## Tecnica

### Cellula
Lo Yak-3 di serie era esteriormente molto simile allo Yak-1, mantenendone la struttura monoplana con il piano alare collegato alla sezione inferiore della fusoliera ribassata ed il cupolino a goccia già impiegato nella versione Yak-1B; si distingueva però dal precedente modello in quanto il grosso radiatore dell'olio sotto il muso era stato sostituito da una coppia di radiatori più piccoli, incassati nelle radici delle ali, a loro volta ridotte in superficie ed apertura rispetto a quelle dello Yak-1, al fine di ridurne il peso e la resistenza aerodinamica.
Dal punto di vista strutturale lo Yak-3 presentava invece novità importanti sia nelle ali, nelle quali longheroni e parte delle centine erano realizzati in duralluminio, sia nel rivestimento per il quale si fece ricorso al compensato (inizialmente solo nelle ali, in un secondo tempo anche nella zona posteriore della fusoliera).
Il carrello d'atterraggio, costante elemento critico nello Yak-1, fu modificato nel disegno ed irrobustito nella struttura ma ancora una volta, durante l'impiego, si riscontrarono casi di fragilità che portavano al collasso delle gambe od alla rottura dei punti di attacco all'interno dell'ala.

### Motore
Anche l'unità motrice dello Yak-3 rimase la stessa rispetto al precedente Yak-1 con l'utilizzo del 12 cilindri a V raffreddato a liquido Klimov M-105; la versione installata sugli esemplari di serie fu la "PF-2", in grado di sviluppare la potenza di 1 240 hp (925 kW).
Nell'ultima serie di velivoli costruita, identificati come Yak-3/VK-107A, fu installato il più recente Klimov VK-107 (già presente sugli Yak-9U); questo propulsore, per quanto meno affidabile, con i suoi1 500 hp (1 119 kW) era in grado di garantire un sensibile aumento di prestazioni velocistiche al velivolo.

### Armamento
L'armamento standard dello Yak-3 rimase invariato rispetto a quello dello Yak-1: malgrado si fosse sperimentata la possibilità di utilizzare un cannone ShA-20M, questo non superò mai la fase di prototipo forzando, di fatto, l'OKB 115 a ripresentare per lo Yak-3 la soluzione con il cannone ShVAK calibro 20 mm, sparante attraverso il mozzo dell'elica.
In aggiunta i primi esemplari dello Yak-3 (secondo alcuni furono 197, altri indicano circa 500) erano dotati di una mitragliatrice Berezin UBS calibro 12,7 mm disposta sopra il motore e sparante attraverso il disco dell'elica mediante congegno di sincronizzazione; successivamente il numero delle mitragliatrici fu riportato a due (come nello Yak-1), numero considerato maggiormente adeguato alle necessità operative.
Negli esemplari della serie Yak-3P l'armamento fu interamente costituito da cannoni Berezin B-20 calibro 20 mm, tuttavia nessuno di questi velivoli ebbe mai occasione di operare in combattimento.

## Impiego operativo

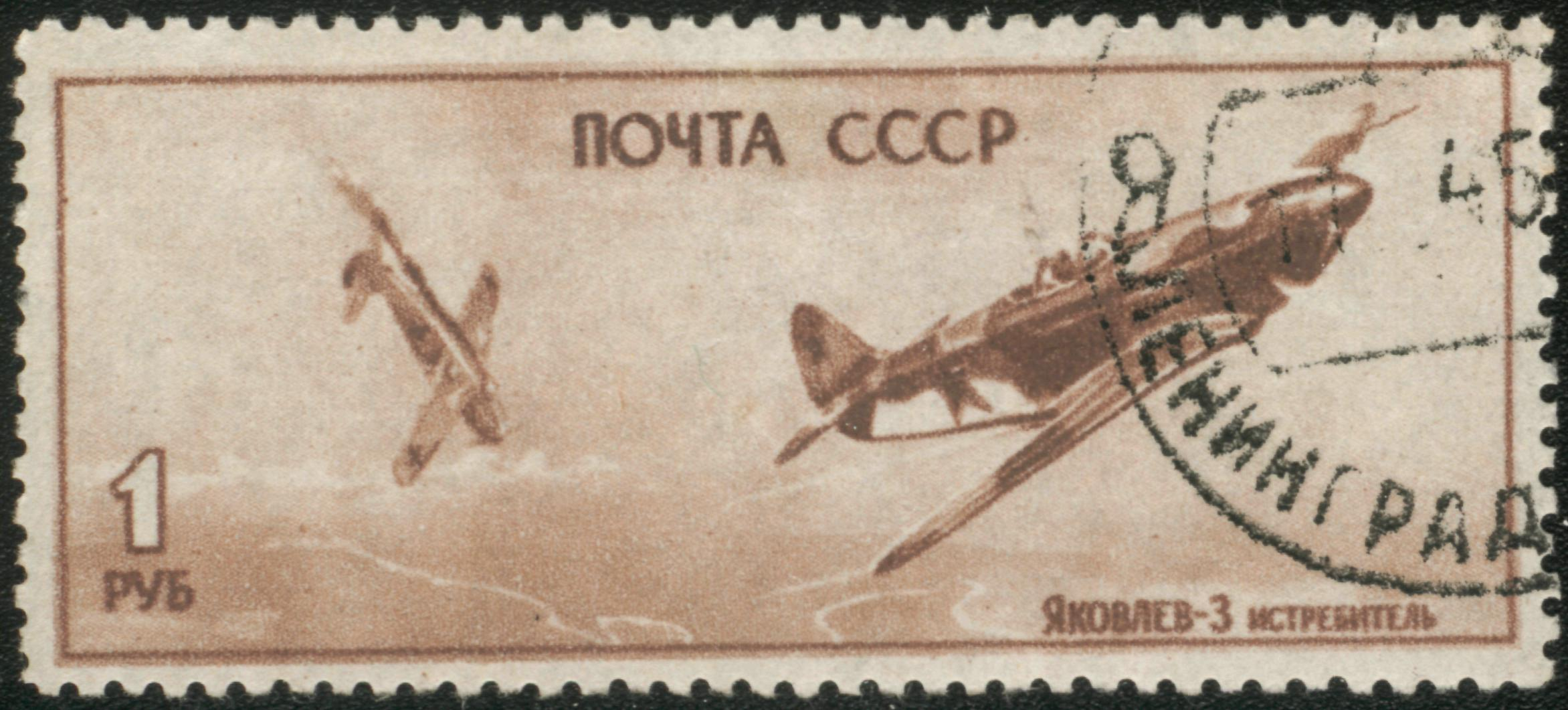
Francobollo sovietico che raffigura l'abbattimento di un Messerschmitt Bf 109 tedesco da parte di uno Yakovlev Yak-3.

Secondo le fonti reperite lo Yak-3 risultò un velivolo più efficace nei duelli aerei rispetto agli Yak-1 e Yak-9 ed alle quote comprese tra i 2 500 ed i 3000 m fu considerato quanto meno all'altezza, se non superiore, anche ai migliori caccia dell'epoca (quali il britannico Supermarine Spitfire e ai tedeschi Messerschmitt Bf 109G e Focke-Wulf Fw 190A), grazie a prestazioni eccellenti garantite dal favorevole rapporto potenza-peso.
Secondo l'asso francese Marcel Albert, aviatore che operò anche nel Groupe de Chasse Normandie e che ebbe occasione di pilotare entrambi i velivoli, lo Yak-3 era perfino superiore al P-51D Mustang.
Emersero, in ogni caso, anche a carico dello Yak-3 alcuni limiti considerevoli quali l'elevata velocità in fase di atterraggio e la fragilità (almeno iniziale) del rivestimento in compensato che tendeva a corrugarsi (ed in diversi casi a staccarsi) quando il velivolo veniva richiamato da una picchiata ad alta velocità.
Le prime consegne ai reparti ebbero inizio nell'estate del 1944 ed i primi test operativi furono condotti dal 91º Reggimento Caccia della Seconda Armata Aerea, comandata dal tenente colonnello Kovalyov, cui fu assegnato il compito di assicurarsi la supremazia aerea nell'area di competenza. Nell'arco di tempo considerato, facendo registrare complessivamente 431 missioni, il reparto dichiarò l'abbattimento di venti caccia e di tre Ju 87 tedeschi, lamentando la perdita di due Yak-3.

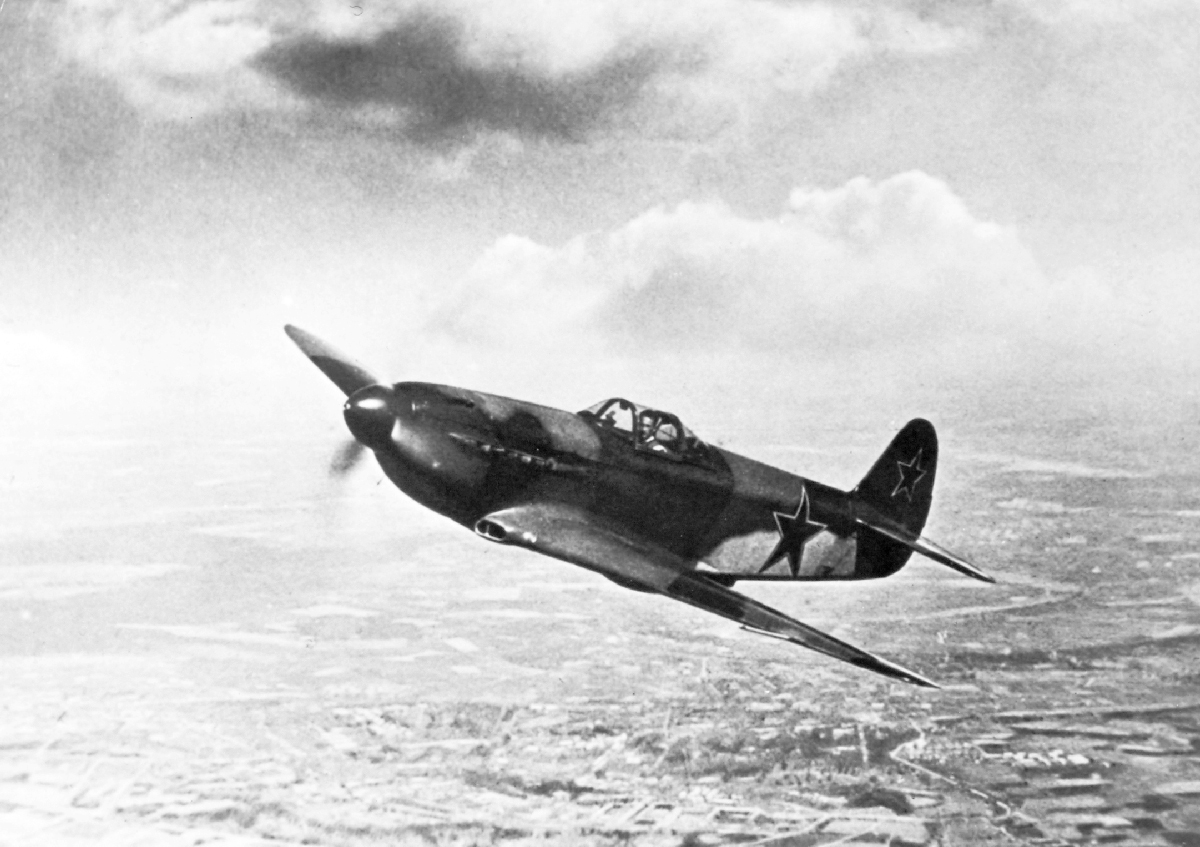
Lo Yak-3 con le insegne della V-VS.

L'impiego dello Yak-3 fu pertanto principalmente rivolto a compiti tattici, con voli al di sopra dei campi di battaglia volti ad ingaggiare combattimenti con i caccia avversari a quote inferiori a 4000 m. Il 16 luglio 1944 si scatenò una grande battaglia aerea quando diciotto Yak-3 si scontrarono con ventiquattro caccia tedeschi. I piloti sovietici abbatterono quindici aerei contro la perdita di uno Yak-3 e il danneggiamento di un secondo velivolo. Il giorno seguente, in quello stesso settore, la Luftwaffe ridusse considerevolmente le proprie attività.
Qualche tempo dopo una direttiva generale rivolta ai reparti dell'aviazione tedesca operanti sul fronte orientale raccomandava di "non ingaggiare combattimento sotto i 5 000 metri con gli Yakovlev senza radiatore dell'olio sotto il muso, e con l'albero dell'antenna inclinato." In realtà la maggior parte degli Yak-3 non aveva affatto quest'albero e l'antenna era semplicemente tesa dall'abitacolo al timone.
Le perdite in combattimento ammontarono a 210 esemplari, 60 nel 1944 e 150 nel 1945. 

Gli Yak-3 operarono sostanzialmente su tutte le zone di fronte, dall'Ucraina alla Polonia, alla Cecoslovacchia e all'Austria dove la resistenza della Luftwaffe era ormai pressoché assente. Un centinaio di velivoli furono rischierati anche in estremo Oriente nel breve periodo di tempo che seguì la dichiarazione di guerra dell'Unione Sovietica al Giappone.
A partire dal 13 agosto del 1944 anche il Groupe de Chasse Normandie-Niémen, unità delle Forces aériennes françaises libres incorporata nei quadri della Vojska protivovozdušnoj oborony, ricevette i primi Yak-3 con i quali sostituì i precedenti Yak-9; con i nuovi caccia i piloti del reparto ottennero le ultime 99 vittorie in combattimento, sulle complessive 273 attribuite al reparto nel corso della guerra. Al termine del conflitto il reparto ritornò sul suolo francese a bordo di 40 caccia Yak-3 ricevuti in dono dalle autorità sovietiche a riconoscimento del servizio reso; i caccia sovietici furono mantenuti in servizio fino alla fine del 1947.

## Versioni

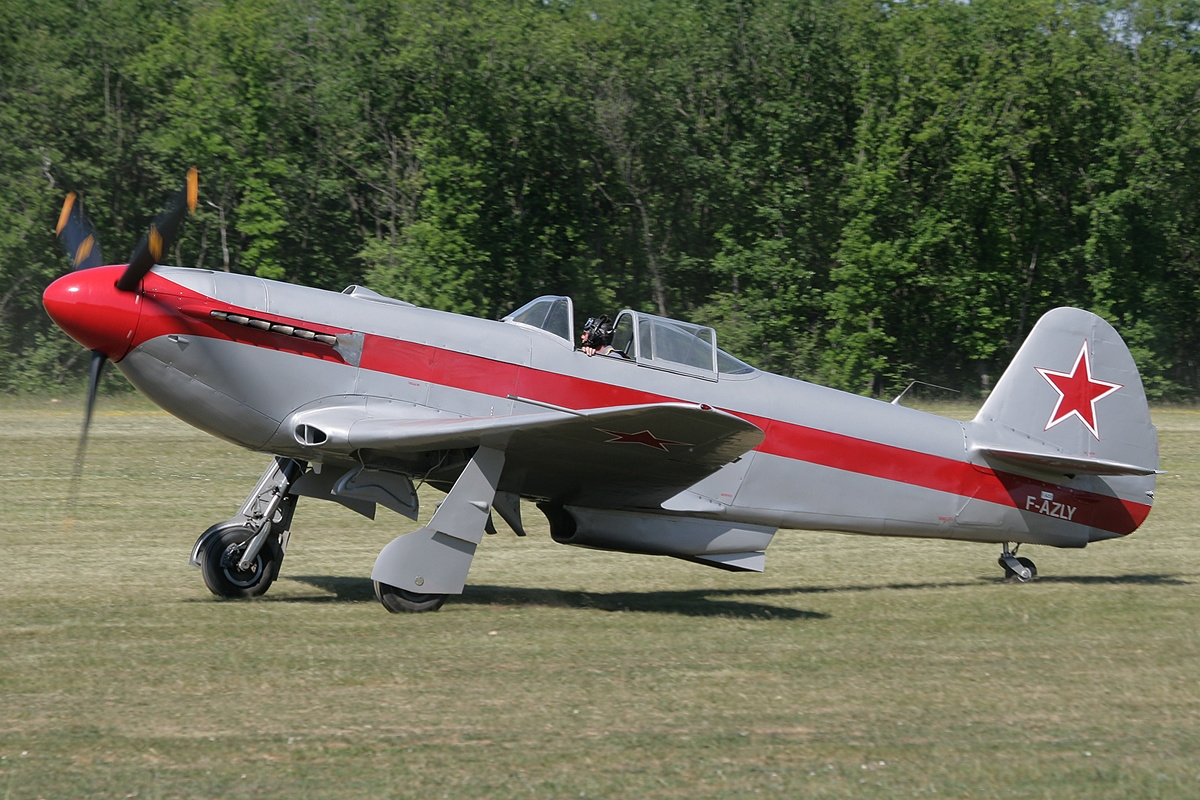
Yak-3U

- Yak-3

Versione principale, completata in 4 848 esemplari, di cui 3 840 costruiti presso la linea di montaggio di Saratov ed i rimanenti presso quella di Tbilisi. Con il procedere della produzione le modifiche più consistenti riguardarono le dotazioni dell'armamento ed il tipo di rivestimento della parte posteriore della fusoliera.
- Yak-3P

Versione prodotta in serie dall'aprile 1945 fino alla metà del 1946, armata con tre cannoni Berezin B-20 dotati di serbatoio con 120 proiettili per il cannone centrale e 130 per le armi laterali. Il peso complessivo di armi e proiettili nella configurazione a tre cannoni era di 11 kg più leggero dell'armamento di uno Yak-3 standard. La massa sparata in un secondo di fuoco era di 3,52 kg valore superiore a quello della maggior parte dei caccia contemporanei. Ne furono realizzati complessivamente 596 esemplari.
- Yak-3/VK-107A

Versione equipaggiata con un motore Klimov VK-107A da 1 500 hp (1 119 kW); alcuni esemplari erano armati con due soli cannoncini Berezin B-20 calibro 20 mm sparanti attraverso il disco dell'elica, altri ne avevano un terzo sparante attraverso il mozzo dell'elica. Dopo alcuni prototipi realizzati in tecnica mista, nel periodo 1945–1946 fu avviata la produzione in serie di 48 esemplari con struttura interamente metallica. Seppur con ottime prestazioni (720 km/h a 5750 m) il motore VK-107 era soggetto a surriscaldamento e si decise di darne la priorità di fornitura allo Yak-9.
- Yak-3/VK-108

Prototipo realizzato partendo da uno Yak-3/VK-107A, nel quale il motore fu sostituito con un VK-108 da 1 550 hp (1 156 kW); armato con un singolo cannone aeronautico Nudelman-Suranov NS-23 calibro 23 mm con serbatoio per 60 proiettili. Durante i voli di prova il velivolo raggiunse i 745 km/h a 6290 m di quota ma il motore presentava tendenza al surriscaldamento. Il progetto fu abbandonato nel marzo del 1945.
- Yak-3K

Prototipo cacciacarri equipaggiato con un cannone Nudelman-Suranov NS-45 calibro 45 mm.
- Yak-3PD

Prototipo per caccia intercettore d'alta quota motorizzato con un Klimov VK-105PD; armato con un singolo cannone Nudelman-Suranov NS-23 con 60 proiettili. Benché nelle prove di volo avesse raggiunto la quota di 13300 m, non entrò in produzione a causa della scarsa affidabilità del motore. Il prototipo fu utilizzato fino al 1947 per ricerche sul funzionaento dei radiatori per i motori in alta quota.
- Yak-3RD

Prototipo equipaggiato con un endoreattore a combustibile liquido Glushko RD-1 addizionale da 2,9 kN di spinta installato nella coda modificata; armato con un singolo Nudelman-Suranov NS-23 con 60 proiettili. L'11 maggio 1945 il velivolo raggiunse i 782 km/h a 7800 m. Nel volo il successivo del 16 agosto il velivolo si schiantò per ragioni sconosciute, uccidendo il pilota collaudatore Viktor L. Rastorguev. Come tutti i velivoli a propulsione mista del periodo, il progetto fu abbandonato in favore dei motori turbogetto.
- Yak-3T

Prototipo per una variante anticarro equipaggiata con un cannone Nudelman N-37 calibro 37 mm con 25 proiettili e due Berezin B-20 con 100 munizioni ciascuno. La cabina di guida fu spostata indietro di 40 cm per compensare l'incremento del peso sul muso. Le modifiche al motore richieste per incorporare le armi portarono a gravi problemi di surriscaldamento mai risolti e l'aereo non arrivò alla fase produttiva.
- Yak-3T-57

Un singolo Yak-3 equipaggiato con un cannone OKB-16-57 calibro 57 mm.
- Yak-3TK

Prototipo equipaggiato con un motore VK-107A dotato di un turbocompressore alimentato dai gas di scarico.
- Yak-3U

Yak-3 motorizzato con un radiale Shvetsov ASh-82FN da 1 630 hp (1 215 kW) nel tentativo di incrementare le prestazioni del velivolo, senza incorrere nei problemi di surriscaldamento del VK-107 e VK-108. L'apertura alare fu aumentata di 20 cm, le ali spostate in avanti di 22 cm, la cabina di pilotaggio sollevata di 8 cm; l'aereo fu equipaggiato con due Berezin B-20 calibro 20 mm ciascuno con serbatoio di 120 proiettili. Il prototipo raggiunse i 705 km/h a 6100 m, ma benché fosse considerato un successo non fu avviato alla produzione perché completato dopo il termine del conflitto.
- Yak-3UTI

Conversione biposto da addestramento basata sullo Yak-3U equipaggiata con un motore radiale Shvetsov ASh-21. L'aereo diventò il prototipo del modello denominato Yak-11.

## Utilizzatori
Francia libera
- Forces aériennes françaises libres
  - Normandie-Niémen

 Jugoslavia
- Jugoslovensko ratno vazduhoplovstvo i protivvazdušna odbrana

 Polonia
- Siły Powietrzne

 Unione Sovietica
- Voenno-vozdušnye sily SSSR

## Esemplari attualmente esistenti

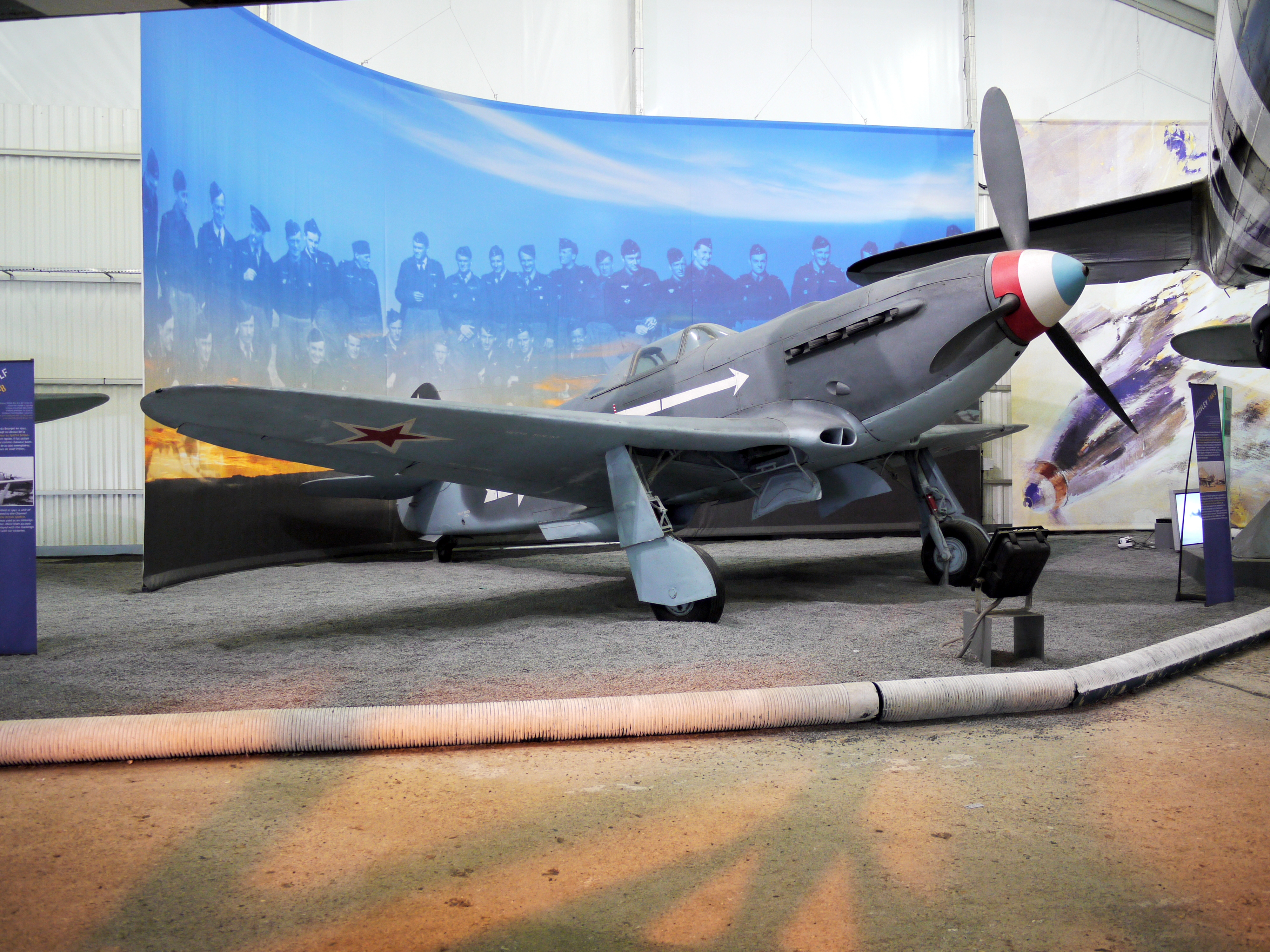
Lo Yak-3 Esposto a Le Bourget.

L'unico esemplare di Yak-3 ancora esistente si trova esposto nelle strutture museali del Musée de l'air et de l'espace presso l'Aeroporto di Parigi-Le Bourget. Il velivolo è presentato nella livrea della squadriglia Normandie-Niémen, composta da piloti volontari francesi che decisero di combattere contro le Potenze dell'Asse ed inquadrata nella VVS sovietica.

### Annotazioni
1. ↑  La denominazione del "costruttore" risulta scritta in modo diverso da quella del "progettista" poiché nel secondo caso la traslitterazione del cognome è effettuata secondo il sistema "ISO 9", impiegato come standard convenzionale nelle pagine di Wikipedia in lingua italiana.
2. ↑  In russo «Научно-Исследовательский Институт Военно-Воздушных Сил», traslitterato «Naučno-Issledovatel’skij Institut Voenno-Vozdušnyh Sil Krasnoj Armii», cioè «Istituto di ricerca dell'aeronautica militare»
3. ↑  La medesima denominazione era stata assegnata ad un altro velivolo realizzato dall'OKB 115 nella primavera del 1941, inizialmente noto come I-30 ma mai entrato in servizio.
4. ↑  Dal russo «Государственный Авиационный Завод», «Gosudarstvenn'ij Aviatsionn’ij Zavod» cioè «Fabbrica Aeronautica di Stato».
5. ↑  Nella sostanza si trattava di "metà" del motore Shvetsov ASh-82, ampiamente in uso tra i modelli dell'epoca.
6. ↑  In russo la sigla «УТИ» indica «Учебный Тренировочный Истребитель», traslitterato «Učebnyj Trenirovočnyj Istrebitel’», cioè «caccia da addestramento»
7. ↑  Cannone aeronautico il cui progetto viene attribuito dalla stessa fonte a Boris Špital’nyj
8. ↑  In russo «Истребительный Авиационный Полк», traslitterato «Istrebitel’nyj Aviacionnyj Polk» da cui la sigla «IAP»
9. ↑  In russo «Войска противовоздушной обороны», cioè «truppe di difesa aerea».
10. ↑  In russo il suffisso della sigla, indica «Пушечный» che, traslitterato «Pušečnyj», significa «cannone»
11. ↑  In russo «Ракетный Двигатель», cioè «Raketnyj Dvigatel’»: «motore a razzo».
12. ↑  In russo «Танковый»

### Fonti
1. 1 2 3  Gunston, 1984, p. 255.
2. ↑  L'Aviazione, p. 239.
3. 1 2  Glancey 2006, p. 180.
4. 1 2 3 4  Gordon e Khazanov, 2002, p. 103.
5. 1 2 3 4 5 6  Gunston e Gordon, 1997, p. 85.
6. 1 2 3 4  Gordon e Khazanov, 2002, p. 109.
7. 1 2 3  Gordon e Khazanov, 2002, p. 110.
8. 1 2 3  Gordon e Khazanov, 2002, p. 115.
9. ↑  Gordon e Khazanov, 2002, p. 116.
10. 1 2 3 4 5  Gordon e Khazanov, 2002, p. 120.
11. 1 2 3 4  Gordon e Khazanov, 2002, p. 121.
12. 1 2  Gordon e Khazanov, 2002, p. 125.
13. 1 2 3  Gunston e Gordon, 1997, p. 97.
14. ↑  Gordon, Kommissarov e Kommissarov, 2005, p. 249.
15. 1 2 3  Gunston e Gordon, 1997, p. 106.
16. ↑  Gunston e Gordon, 1997, p. 105.
17. ↑  Gunston, 1984, pp. 254-5.
18. 1 2 3  Gordon e Khazanov, 2002, p. 111.
19. ↑  Gordon e Khazanov, 2002, p. 136.
20. ↑  Gordon, Komissarov e Komissarov, 2005, p. 143.
21. ↑  Matricardi, 2006, p. 77.
22. ↑  Greg Goebel, "Yak Piston Fighters" in "www.airvectors.net".
23. ↑  Glancey, 2006, pp. 180-1.
24. ↑  Gordon, 2008, p. 188.
25. ↑  Glancey, 2006, p. 179.
26. ↑  Gunston, 1980, p. 203.
27. ↑  Bergström 2008, p. 132.
28. ↑  Gordon e Khazanov, 2002, p. 129.
29. ↑  Gordon e Khazanov, 2002, p. 131.
30. ↑  Gordon e Khazanov, 2002, p. 134.
31. ↑  Gordon, Kommissarov e Kommissarov, 2005, p. 144.
32. ↑  Gordon, Kommissarov e Kommissarov, 2005, p. 145.
33. 1 2  Gordon e Khazanov, 2002, p. 128.
34. 1 2  Gordon e Khazanov, 2002, p. 122.
35. ↑  Gunston e Gordon, 1997, p. 89.
36. ↑  Gunston e Gordon, 1997, p. 90.
37. ↑  Rivista Aeronautica 04/10.

### Pubblicazioni
- (EN) Hans Heiri-Stapfer, Yak Fighter, collana Aircraft In Action, vol. 78, Carrollton (TX) - USA, Squadron/Signal publications, 1986, ISBN 0-89747-187-3.